# Halysidota lucia
Halysidota lucia là một loài bướm đêm thuộc phân họ Arctiinae, họ Erebidae.